# Gordey Kolesov
Gordey Kolesov (Moscú, Rusia, 18 de agosto de 2008) es un niño prodigio políglota y ajedrecista ruso.
El ganador del Concurso de talentos en China en 2015 (a la edad de 6 años y 5 meses) en la Televisión Central de China, CCTV-1, el ganador de las competiciones de ajedrez, ganador de los concursos creativos habla en 5 idiomas (ruso, chino, español, inglés, francés), sabe de memoria 555 modismos chinos. Presidente de la Federación Internacional de Ajedrez (FIDE), Kirsan Ilyumzhinov ha llamado a Gordey como "pequeño Buda del mundo de ajedrez". Gordey tiene 3 hermanas más jóvenes — Milana, Ágata y Yesenia.

## Biografía
Gordey nació en Moscú. A la edad de dos meses, los padres llevaron a Guangzhou, donde su padre, Evgeniy Kolesov, jefe de la empresa Optim Consult, especializada en el suministro de mercancía y equipos desde China, trabaja en el país más de 15 años. Nombre en Inglés: Gordey Kolesov, en chino simplificado: 叶伟国, pinin: Yè Wěi Guó – en la traducción del chino "E Gran país" o "E Gran Estado". El debut de Gordey en la televisión tuvo lugar en abril de 2014, en la transmisión de Alexey Lysenkov "A sí mismo director" del canal de Rusia 1. Gordey fue dos veces ganador de la rúbrica "Es posible", al demostrar el conocimiento de los caracteres chinos y cantó una canción en chino con su hermana menor Milana.
En septiembre de 2014, Gordey empezó los estudios de externos de la escuela secundaria con estudios avanzados de un idioma extranjero (Inglés) que pertenece a la Embajada de Rusia en la República Popular de China (ciudad de Beijing). Al mismo tiempo, comenzó su pasión por el ajedrez.
En enero de 2015, Gordey participa en el Concurso de talentos en China en la Televisión Central de China, CCTV-1 y se convierte en el ganador. Medios de comunicación chinos han escrito con entusiasmo como Gordey junto con su padre dieron un timo a la presentadora famosa madame Chzhudan. Se le pidieron explicar el significado de modismo chino, poniéndola así a un punto muerto. Gordey fue el primero entre los extranjeros que han logrado tal éxito. Video con subtítulos en ruso fue publicado en el canal China con Yevgeniy Kolesov en Youtube a finales de febrero de 2015, y por una semana logró más de 1 millón de visitas. Según la opinión de algunos comentaristas, el joven ruso hizo para la amistad entre China y Rusia más que los diplomáticos, aún le predicen el futuro diplomático. Medios de comunicación chinos han escrito sobre el gran papel del padre en la educación de los talentos de su hijo.
Después de ganar el Concurso de talentos, el hijo de Kolesov ha sido invitado para recibir la formación gratuita en una escuela privilegiada, situada en metrópolis de Guangzhou con 15 millones de habitantes, en la cual aprenden los niños de funcionarios de alto cargo y generales. El costo general de estudio anual es más de $ 20.000. Los padres de Gordey también reciben decenas de invitaciones de los canales de televisión china para participación de Gordey en los rodajes.
En febrero de 2015, en el concurso ruso-chino infantil y juvenil de la creatividad artística "China - Rusia. Puentes de Amistad", celebrado en el marco de los Intercambios juveniles anuales ruso-chinos de amistad (2014-2015 años), Gordey, con su dibujo, ganó la medalla de plata. En el mismo mes gana el Premio de Simpatías de Lectores en el primer concurso de la caligrafía china con pluma china - 2014. En el concurso ha sido enviado el vídeo. en el que Gordey relató sobre sus talentos caligráficos. El premio fue entregado a Gordey por el Secretario General de la Organización de Cooperación de Shanghái Dmitry Mezentsev, quien con entusiasmo evaluó los éxitos del joven talento (el participante más joven del Concurso), instando a los presentes a seguir el ejemplo de Gordey "Durante la ceremonia, el talentoso ruso leyó en voz alta para todos los poemas de Su Shi (poeta chino de dinastía Sun – Nota de redacción) y ganó los aplausos clamorosos del público". Sobre los éxito de Gordey también escribió la principal agencia de noticias de China "Xinhua".
En abril de 2015, Gordey y su padre Eugeniy han sido invitados para el rodaje de edición especial del programa " Digan lo que Digan". En aquel momento, el número de vistas para ver el vídeo ha llegado más de 4 millones.
El 1 de junio de 2015 en la red de internet ha sido publicado el vídeo de gala-concierto Concurso de talentos del canal central de televisión de China, CCTV-1. Gordey impresionó al jurado y el público chino, al calcular la edad de la Sun Ukun, el Rey de los monos, el héroe de novela clásica china del siglo XVI, "Viaje al Oeste", popular presentador de televisión chino Liu Yiwei, al escuchar el monólogo del niño ruso, cayó del sofá. Dentro de los 3 días después de la publicación de vídeo, el número de visitas superó el medio millón. Medios de comunicación llamaron a Gordey como un niño prodigio. Padre de Gordey, Eugeniy Kolesov, en una entrevista con el canal NTV dijo que no debería ser llamado a su hijo como un niño prodigio, en su opinión, "Gordey - un niño que es amado, es disciplinado y disfruta estudiando". Los videos con Gordey ven, incluyendo los estudiantes del Instituto de traductores militares del Ministerio de Defensa de Rusia y los futuros diplomáticos del Instituto Estatal de Relaciones Internacionales de Moscú, dando los comentarios favorables sobre las habilidades lingüísticas del niño.
Actor de Cine y Teatro, Artista de Honor de Rusia, Mikhail Efremov, preparando Top 5 noticias importantes para el 4 de junio, específicamente para la Agencia de Información "Servicio Nacional de Noticias", escribió sobre Gordey así: "Niño prodigio ruso de seis años de edad, Gordey Kolesov, ganó el concurso de talentos, que se emitió en la Televisión Central de China. Gordey habla en cinco idiomas, tiene la primera categoría de ajedrez y es el miembro del equipo nacional de Rusia de ajedrez. Gordey, tú - nuestro futuro, todo el país toma el ejemplo de ti".
Los videos de Internet con Gordey son muy populares, los más vistos de ellos son: “Gordey, 6 años de edad, está en la Televisión Central de China, CCTV-1" "Gordey Kolesov ganó el Concurso de talentos en la Televisión Central de China», «1º lugar de Ajedrez en Shenzhen, " "Canción china con una guitarra por Gordey Kolesov", "China. Entrenamiento de Ajedrez", "V.V. Mayakovskiy. Nota a China", "475 modismos chinos", así como los vídeos en los que él y su padre dice el poema:" Goy, mi Rusia natal " de Sergey Yesenin en el idioma chino y poemas de Mao Zedong en los idiomas chino y ruso.
Gordey Kolesov es uno de los maestros más jóvenes de ensamblaje de alta velocidad del cubo de Rubik en el mundo.
En la primavera de 2015, los dos canales centrales de China se filmaron dos documentales sobre Gordey y su familia.

## Ajedrez
Gordey comenzó a practicar el ajedrez en el verano de 2014, y en noviembre de ese mismo año, participa en el Campeonato de Ajedrez de Guangzhou y se convirtió en el medallista de plata.
Desde finales de enero de 2015 comienza la formación regular de ajedrez bajo la dirección de Andrey Obodchuk, que se trasladó a Guangzhou para practicar con Gordey. En el período comprendido entre noviembre de 2014 y abril de 2015 Gordey participó en varios torneos de clasificación de ajedrez. En abril de 2015, Gordey se convierte en el ganador del torneo clasificatorio de ajedrez en Shenzhen y realiza la primera categoría en el ajedrez. Gordey recibe la Copa de Campeón de las manos de E Tszyanchuan, el gran maestro chino, entrenador de varios campeones mundiales chinos, incluido el triple campeón del mundo entre las mujeres (2010, 2011, 2013) y el gran maestro más joven femenino Hou Yifan. En el Campeonato del Mundo entre los escolares, celebrado en Tailandia (Pattaya) a partir de 5 a 15 de mayo de 2015, Gordey entró en la lista de los diez mejores, al mostrar el mejor resultado entre los jóvenes rusos en su grupo de edad.